# اومارسکا
اومارسکا (به لاتین: Omarska) یک منطقهٔ مسکونی در بوسنی و هرزگوین است که در پرییدور واقع شده‌است.

## نگارخانه

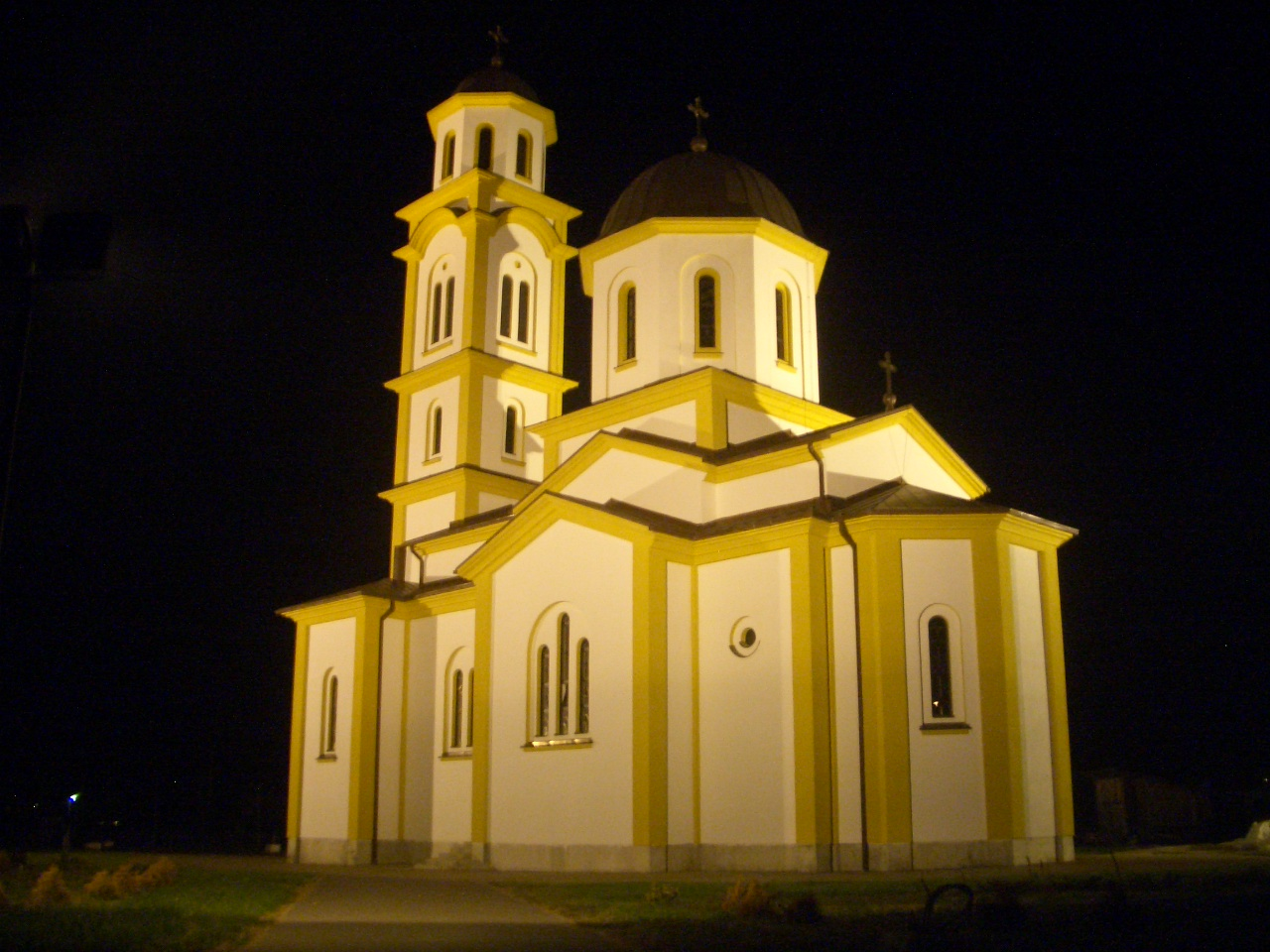
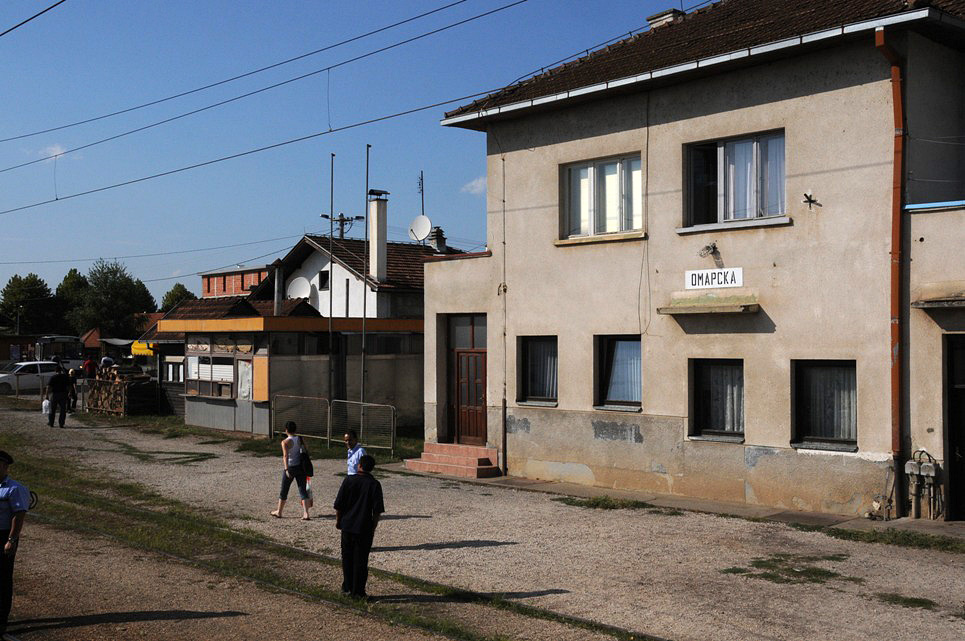